# Eduard Adt

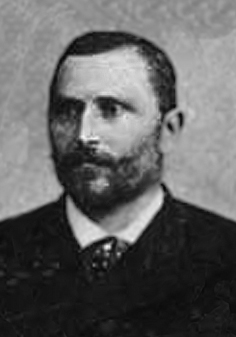
Eduard Adt

Eduard Franz Adt (* 28. Juli 1850 in Ensheim; † 23. Juli 1919 in Saarbrücken) war Fabrikant, Bürgermeister und Mitglied des Deutschen Reichstags. Seine Eltern waren die Eheleute Franz Adt, Dosenfabrikant, und Sofia Eleonore Bertha Kautz (Tochter des Saarbrücker Kreistierarztes Jakob Kautz).

## Leben
Schon seit Generationen war die Familie im heutigen Grenzgebiet zwischen Frankreich und Deutschland ansässig. Mitglieder der Familie besaßen Mühlen an der Blies in Frauenberg und in Rubenheim.
Adt besuchte das als Lateinschule organisierte Institut des Superintendenten Dr. Schmidt in Oberstein und dann von 1864 bis 1866 die École professionelle de Mulhouse. Er absolvierte die Königliche Provinzial-Gewerbeschule in Saarbrücken und studierte auf der Königlichen Gewerbe-Akademie in Berlin das Maschinenbaufach. Adt erhielt eine kaufmännische Ausbildung im elterlichen Geschäft und in England.
1870 wurde er nach dem Tod seines Vaters Franz Adt (* 7. April 1822; † 21. Juli 1870) Teilhaber der Firma Gebrüder Adt (Herstellung von Schnupftabakdosen und Papier-Lackwaren). Er war an der Gründung einer Pensionskasse, der Adtschen Sparkasse und eines Betriebskrankenhauses beteiligt. 1901 wurde die Gesellschaft in die Adt AG umgewandelt.
Am 15. März 1877 heiratete er die Lauterin Maria Jörg in deren Heimatstadt, die bereits im Juni 1880, 10 Tage nach der Geburt ihres zweiten Kindes, verstarb. Er soll der Besitzer des ersten privaten Automobils im deutschen Reich, einem Benz Patent-Motorwagen Nummer 3, gewesen sein.
Zwischen 1880 und 1905 war er mit kurzen Unterbrechungen Bürgermeister von Ensheim. In dieser Zeit wurde sowohl das Trinkwasser- als auch das Abwassernetz im Ort installiert. Weiter war er Ausschussmitglied des Distriktsrats St. Ingbert, Mitglied des Verwaltungsrats des pfälzischen Gewerbemuseums und des Gremiums für Handel und Gewerbe, sowie Vorstandsmitglied der Papierverarbeitungs-Berufsgenossenschaft.
Von 1890 bis 1898 war er Mitglied des Deutschen Reichstags für den Wahlkreis Pfalz 4 (Zweibrücken, Pirmasens) und die Nationalliberale Partei.
Am 8. Juli 1910 wurde er zum Ehrenbürger von Ensheim ernannt.
Er trug auch die Titel Kommerzienrat und Geheimer Kommerzienrat (Geheimrat).